# شهرستان بیشچاد
شهرستان بیشچاد (به لهستانی: Powiat Bieszczady) یک شهرستان در لهستان است که در استان پودکارپاتسکیه واقع شده‌است. شهرستان بیشچاد ۱٬۱۳۸٫۱۷ کیلومتر مربع مساحت و ۲۲٬۲۱۳ نفر جمعیت دارد.